# Каркар (остров)
Каркар (англ. Karkar Island) — вулканический остров в Новогвинейском море, примерно в 30 км от северного побережья острова Новая Гвинея. Административно относится к провинции Маданг, Папуа — Новая Гвинея. Составляет 25 км в длину и 19 км в ширину. В центре острова расположен действующий вулкан. В 18 км к юго-востоку от Каркара находится остров Багабаг.
Поверхность Каркара покрыта андезитовыми лавами. Почвы — очень плодородные, активно используются в сельском хозяйстве. Выращиваются бетелевая пальма, горчица, лайм, кокосовая пальма и какао. Извержение вулкана 1974—1975 годов способствовало излиянию больших объёмов лавы, которая заполнила около 70 % от площади дна внутренней кальдеры. Извержение 1979 года не повлекло за собой излияние лавы.
Население острова составляет около 65 000 человек, которые говорят на языках васкиа и такиа. Большая часть населения владеет также языком ток-писин; в школах изучается английский. Население исповедует преимущественно лютеранство и католицизм.
Первым европейцем, увидевшим остров Каркар 10 августа 1545 года, был испанский мореплаватель Иньиго Ортис де Ретес, когда он на борту карраки San Juan пытался вернуться из Тидоре в Новую Испанию.